# Президент Казахстану
Президент Республіки Казахстан (каз. Қазақстан Республикасының Президенті / Qazaqstan Respwblïkasınıñ Prezïdenti) — голова держави, найвища посадова особа і верховний головнокомандувач збройними силами Республіки Казахстан, Голова Ради Безпеки Казахстану. Його повноваження визначаються спеціальним розділом Конституції Казахстану.

## Історія
З моменту заснування посади 24 квітня 1990 і до 19 березня 2019 року, президентом Казахстану був Нурсултан Назарбаєв, який до 2022 року очолював Раду Безпеки Республіки Казахстан.
24 квітня 1990 року відповідно до Закону Казахської Радянської Соціалістичної Республіки про заснування посади Президента Казахської РСР і внесення змін і доповнень до Конституції Казахської РСР Нурсултан Назарбаєв був обраний Президентом КазРСР. На момент свого обрання Назарбаєв очолював Казахстан з 22 червня 1989 року як перший секретар ЦК Комуністичної партії КазРСР.
1 грудня 1991 року в Казахстані відбулися перші національні президентські вибори, на яких переміг Нурсултан Назарбаєв, набравши 98,78 % голосів із 88,2 %, які прийшли проголосувати.
16 грудня 1991 року Верховна Рада Казахської РСР проголосила державну незалежність Казахстану.
Завдяки новій Конституції 1993 року, надаючи динаміку розвитку суспільства в Казахстані, відмовляючись від однопартійного політичного правління, системи економічної монополії та історичної ідеології, Верховна Рада отримала широкі повноваження. За цією конституцією президент обирався всенародним голосуванням на п'ятирічний термін, причому правління для однієї особи обмежувалося двома термінами.
29 квітня 1995 року відбувся референдум про продовження терміну повноважень президента Назарбаєва до 1 грудня 2000 року. Його підтримали 91,26 % відвідувачів і 95,46 % виборців.
30 серпня 1995 року в республіці відбувся всенародний референдум, за результатами якого була ухвалена нова Конституція Республіки Казахстан. Відповідно до неї президент обирався на 5 років всенародним голосуванням. Президент повинен бути громадянином Казахстану за народженням, бути не молодше 40 років, вільно володіти державною (казахською) мовою, прожити в Казахстані не менше 15 років, мати вищу освіту.
7 жовтня 1998 року були внесені зміни до конституції Казахстану, в тому числі щодо президента — термін його повноважень збільшено до 7 років, знято мінімальний вік президента (65 років), необхідність обов'язкової участі 50 % виборців на президентських виборах було скасовано. Одночасно зі змінами до конституції були призначені позачергові президентські вибори.
10 січня 1999 року на позачергових президентських виборах Нурсултан Назарбаєв набрав 79,78 %, Серікболсин Абдулдін — 11,7 %, Гані Касимов — 4,61 %, Енгельс Габбасов — 0,76 %.
4 грудня 2005 року в Казахстані відбулися позачергові вибори президента. Нурсултан Назарбаєв набрав 91,15 % голосів і залишався при владі наступні 7 років. Опозиційний кандидат Жармахан Туякбай набрав 6,61 % голосів. Вперше в історії країни відбулися теледебати між кандидатами.
21 травня 2007 року були внесені зміни до Конституції, в тому числі щодо посади президента. Під час парламентських змін до Конституції було внесено 30 змін. Термін повноважень президента змінено до п'яти років. Однак у пункті «одна особа не може бути обрана президентом більше двох разів поспіль» було додано положення «це обмеження не поширюється на Єлбаси, чи то Першого Президента Республіки Казахстан».
03 квітня 2011 року в Казахстані відбулися позачергові вибори президента, на яких Назарбаєв набрав 95,5 % голосів виборців і був переобраний.
26 квітня 2015 року в Казахстані відбулися позачергові вибори президента, на яких Назарбаєв отримав 97,75 % голосів виборців і був переобраний.
19 березня 2019 року президент Нурсултан Назарбаєв пішов у відставку за рік до закінчення терміну повноважень. Касим-Жомарт Токаєв був наступником Назарбаєва, оскільки Торага Сенату є виконувачем обов'язків президента відповідно до Конституції.
9 червня 2019 року було проведено позачергові вибори, де переміг Токаєв (70,96 % голосів), посівши цю посаду.
17 вересня 2022 року Касим-Жомарт Токаєв підписав поправки до конституції, згідно з якими термін повноважень президента став 7 роками, а переобрання заборонялося.
21 листопада 2022 року Токаєв виграв на чергових виборах (81,3 %) і знову вступив на посаду президента, але вже на семирічний термін.
Жодні з президентських виборів у Казахстані не вважалися вільними або чесними за західними стандартами, з відзначеними проблемами, включаючи підробку бюлетенів, багаторазове голосування, переслідування кандидатів від опозиції та цензуру преси.

## Список президентів

### Політична партія
Статус
| # | Суреті         | Ім'я (роки життя)               | Вибори                   | Термін повноважень | Термін повноважень | Термін повноважень   | Партія            |
| # | Суреті         | Ім'я (роки життя)               | Вибори                   | Початок            | Кінець             | Тривалість           | Партія            |
| - | -------------- | ------------------------------- | ------------------------ | ------------------ | ------------------ | -------------------- | ----------------- |
| 1 |                | Нурсултан Назарбаєв (1940 рн.)  | 1990                     | 24 квітня 1990     | 20 березня 2019    | 28 років, 330 днів   | КПК (–1991)       |
|   | 1991 1999      | Нурсултан Назарбаєв (1940 рн.)  | Безпартійний (1991–1999) | 24 квітня 1990     | 20 березня 2019    | 28 років, 330 днів   |                   |
|   | 2005 2011 2015 | Нурсултан Назарбаєв (1940 рн.)  | Отан → Нұр Отан (1999–)  | 24 квітня 1990     | 20 березня 2019    | 28 років, 330 днів   |                   |
| 2 |                | Касим-Жомарт Токаєв (1953 р.н.) | —                        | 20 березня 2019    | 12 червня 2019     | 84 дні               | Нұр Отан → Аманат |
|   | 2019           | Касим-Жомарт Токаєв (1953 р.н.) | 12 червня 2019           | Нині на посаді     | 4 роки, 190+ діб   | Аманат (–2022)       |                   |
|   | 2022           | Касим-Жомарт Токаєв (1953 р.н.) | 12 червня 2019           | Нині на посаді     | 4 роки, 190+ діб   | Безпартійний (2022–) |                   |

Примітка: До 16 грудня 1991 року глава держави іменувався Президентом Казахської Радянської Соціалістичної Республіки.